# Club Deportivo Castellón
Maillots
Actualités
Le Club Deportivo Castellón est un club espagnol de football basé à Castellón de la Plana dans la communauté valencienne. Il évolue en Liga HyperMotion.

## Historique
Le club évolue pendant 11 saisons en Primera división : de 1941 à 1947, de 1972 à 1974, lors de la saison 1981-1982 et enfin de 1989 à 1991. Il obtient son meilleur classement en première division lors de la saison 1942-1943, où il se classe 4e du championnat, avec 13 victoires, 5 nuls et 8 défaites.
Le club évolue également pendant 40 saisons en Segunda división, et atteint la finale de la Coupe d'Espagne en 1973, en étant battu par l'Athletic Bilbao sur le score de 2-0.
En juillet 2020, le club est promu en D2.
Le club est relégué l’année suivante en finissant 21ème de D2.
Il évolue en Segunda División B pour la saison 2021-2022.

## Dates clés
- 1922 : Fondation du club (fusion entre le CD Castilia Castellón et le CD Cervantes Castellón de la Plana)
- 1930 : Promotion en Segunda División
- 1941 : Première montée en Primera División
- 1947 : Relégation en Segunda División
- 1950 : Relégation en Tercera División
- 1953 : Promotion en Segunda División
- 1957 : Relégation en Tercera División
- 1960 : Promotion en Segunda División
- 1961 : Relégation en Tercera División
- 1966 : Promotion en Segunda División
- 1968 : Relégation en Tercera División
- 1969 : Promotion en Segunda División
- 1972 : Deuxième montée en Primera División
- 1973 : Finaliste de la Coupe d'Espagne
- 1974 : Relégation en Segunda División
- 1981 : Troisième montée en Primera División
- 1982 : Relégation en Segunda División
- 1989 : Quatrième montée en Primera División
- 1991 : Relégation en Segunda División
- 1994 : Relégation en Segunda División B
- 2005 : Promotion en Segunda División
- 2010 : Relégation en Segunda División B
- 2011 : Relégation en Tercera División
- 2018 : Promotion en Segunda División B
- 2020 : Promotion en Segunda División
- 2021 : Relégation en Primera División RFEF